# سفارة البرازيل في البرتغال
سفارة البرازيل في البرتغال هي أرفع تمثيل دبلوماسي لدولة البرازيل لدى البرتغال. تقع السفارة في لشبونة وهي تهدف لتعزيز المصالح البرازيلية في البرتغال.

## وصلات خارجية
- الموقع الرسمي
- قائمة سفارات البرازيل
- قائمة السفارات في البرتغال